# Виктор (Парбус)
Виктор (в миру Александр Генрихович Парбус; 22 марта 1972, Ломоносов, Ленинградская область) — епископ РПЦЗ(В-В), с октября 2010 года — епископ Санкт-Петербургский и Северо-Русский, в 2008—2010 годы — епископ Парижский и Западно-Европейский.

## Биография
Родился 22 марта 1972 года в городе Ломоносов. По словам Виктора: «Мой отец немец. Отца зовут Виктор (Генрих) Эммануилович, а маму Светлана Васильевна, она русская».
После окончания школы в 1988 году поступил строительный жилищно-коммунальном техникум, где проучился 3 года. В 1990 году его отец, немец по национальности, получил возможность переехать на постоянное место жительства в Германию. Вся семья покинула Россию, но в 1991 году Александр возвратился: «В течение года я жил в Германии, но уклад жизни в Европе был мне не по сердцу, и я решил вернуться в Россию, в Петербург <…> В Петербурге у нас сложился небольшой кружок, можно так сказать, богоискателей. Мы тогда пытались разобраться в вопросах веры. Я хорошо помню, какое огромное впечатление на меня тогда произвела книга о. Серафима Роуза — „Православие и религия будущего“».
В январе 1996 года принял крещение в Русской православной церкви на бывшем подворье Серафимо-Дивеевского монастыря в Старом Петергофе. В марте того же года поступил в Свято-Троицкий монастырь в городе Алатырь (Чувашия). Там, 12 июля того же года был пострижен в иночество.
В январе 2000 года перешёл в РПЦЗ и поступил в Богоявленский монастырь в Вышегороде Псковской области.
В июле того же года перешёл в Стефано-Афанасиевский монастырь в Вотче, республика Коми.
Осенью 2001 года вместе со Стефано-Афанасиевским монастырём уклонился в раскол, перейдя в оформившеюся тогда же РПЦЗ(В).
В 2002 года настоятелем монастыря иеромонахом Стефаном (Бабаевым) был пострижен в мантию с именем Виктор в честь новосвященномученика Виктора (Островидова), епископа Воткинского и Глазовского.
В 2003 году архиепископом РПЦЗ(В) Варнавой (Прокофьевым) рукоположён во иеромонаха в храме Всех Святых в земли Российской просиявших в Париж (Франция). «Несколько недель жил при храме и как о. Вениамин Жуков учил меня службе. Я очень благодарен ему за эту учёбу».
В том же году направлен в Спасо-Преображенский скит в Мансонвилле (провинция Квебек, Канада) для служения при митрополите Виталие (Устинове). С коротким перерывом в 2003 году прослужил в Свято-Преображенском скиту до Великого Поста 2006 года. Вместе с тем, по состоянию на апрель 2004 года числится насельником Стефано-Афанасьевского монастыря.
В феврале 2006 года вступил в конфликт с Ириной Виноградовой-Митце, заподозрившей его в заговоре. Как писала потом Виноградова: «мой вопрос к Ционскому: „А Вы случайно не еврей?“ вызвал тогда у Парбуса явную неприязнь и настолько сильное раздражение, что во время нашей беседы он не выдержал и, в конечном итоге, чистосердечно нам признался : „Ну, если так, то я ведь тоже еврей!“. Далее, в этом же разговоре постепенно открылась тайная связь Парбуса с другими евреями-лазаритами через некую Елену (ближайшую подругу Парбуса из Торонто) сбежавшую из Израиля в Канаду, а также ближайшую подругу еврейки Вики Рудзинской, которую на протяжении всей нашей беседы Парбус называл не иначе как „исповедница“. Тайные планы Парбуса поселить еврейку из Израиля в Мансонвилле возле митр. Виталия, путём создания „сестричества“ при мужском монастыре и её тесные связи с Рудзинской и лазаре-алфёровской группировкой РИПЦ, нас тут же насторожили. 14 февраля мы написали „Открытое Обращение“ в Синод, в котором высказали нашим архиереям свои опасения по поводу злоумышленного замысла Парбуса. Вскоре подтвердилось, что идею создания „сестричества“ в Мансонвилле полностью поддерживал не только „еп.“ Владимир (Целищев), но и вся ломовко-фиминская банда евреев третьей волны».
В марте 2006 года покинул Мансонвилль. По воспоминаниям Екатерины Петерс: «На трапезе мне сказали, что о. Виктора (Парбуса) вышвырнули из монастыря и немедленно отсылают обратно в Россию. Он вернулся за своими вещами, и г-жа Митце собиралась везти его на Монреальское подворье, где он должен был находиться до своего отлёта. О Виктор был один из тех, кого обвиняли в заговоре, чтобы убить вл. Виталия. Это было — совершенное дерьмо… Но для меня — самым плохим было то, что никто не побеспокоился о Великом Каноне».
После этого был вновь направлен в Вотчинский монастырь и проживал там до августа 2006 года.
Когда Антоний (Орлов) и Виктор (Пивоваров) отделились от РПЦЗ(В) и поставили во епископов Дамаскина (Балабанова) и Стефана (Бабаева), отказался поминать последнего.
Покинув Вотчинский монастырь, перебраться в скит Стефано-Афанасиевского монастыря, находящийся в деревне Усть-Бердыш (республика Коми), а затем перебрался в Андроников скит. Первую зиму двум насельникам — иеромонаху Виктору (Парбусу) и послушнику Виктору Ильюхину — пришлось встретить в тайге в армейской палатке с железной печкой-буржуйкой. К Пасхе был а выстроена деревянная келья.
23 ноября 2008 года в Монреале епископом Владимиром (Целищевым) и епископом Анастасием (Суржиком) хиротонисан во епископа Парижского и Западно-Европейского.
30 ноября прибыл в свою епархию и к середине декабря объехал все её немногочисленные приходы: Приход в честь Иконы Божьей Матери Иверской-Монреальской в городке Масси под Парижем, храм Святого Великомученика Георгия Победоносца в Марселе, приход в Тулузе, основал общину в честь Иконы Божьей Матери Курской-Коренной в Гамбурге, посетил приход Архидьякона и Первомученика Стефана в болгарском городе Разград. В Гамбурге, где он обустроил домовой храм, после этого находилось главное место служения Виктора (Парбуса) в Европе, так как своего священника там не было.
30 января 2009 года Антоний (Рудей), отделившийся годом ранее от РПЦЗ(В) и возглавивший собственную юрисдикцию с титулом «Архиепископ Бэлцкий и Молдовский», запретил Виктора (Парбуса) в священнослужении «вплоть до раскаяния» за «принятие „епископства“ от обвиняемых нами епископов, а также после предпринятых им дерзких „прещений“ в отношении наших священнослужителей в Западно-Европейской Епархии».
5 октября 2010 года решением Архиерейском Соборе РПЦЗ(В-В) назначен управляющим новооразованной Северо-Русской епархии, выделенной из состава Южнороссийской, с присвоением титула «епископ Санкт-Петербургский и Северо-Русский»
31 октября 2014 года был во время интернет-конференции Синода РПЦЗ(В-В) предложил отсрочить запрещение в служении епископа Истринского и Южно-Российского Мартина (Лапковского), вызвав его для личных объяснений.
26 февраля 2016 года Архиерейский Синод РПЦЗ в связи лишением сана покинувших РПЦЗ(В-В) епископов Кассиана (Мухина) и Анастасия (Суржика) поручил Виктору управление Западно-Европейской епархией и Дальневосточной епархией РПЦЗ(В-В).